# Honda WOW
Honda WOW – samochód koncepcyjny marki Honda pokazany na Tokyo Motor Show w 2005 roku. Auto zostało zaprojektowane z myślą o zapewnieniu największej wygody i bezpieczeństwa użytkownikowi. Prototyp Hondy zbudowano z niskim środkiem ciężkości. WOW to tylko pojazd demonstracyjny Hondy bez szans na produkcję.